# لارسا
لارسا: أو كما يسميها السكان المحليون تل السنكرة أو سنكرة مدينة سومرية أثرية هامة تقع جنوب العراق . في منطقة القطيعة حاليا في جهة الجزيرة وتعتبر هذه المدينة احد العواصم القديمة لمدينة بابل والتي تقع ضمن حدود محافظة ذي قار الإدراية.
تبعد هذه المدينة حوالي 32 كيلومترا جنوب شرق مدينة الوركاء أو أوروك الأثرية. وقد جاء ذكرها في نقوش سومرية قديمة تعود لحوالي 2700-2800 عام قبل الميلاد.أصبحت لارسا قوة عسكرية مسيطرة في منطقة بلاد ما بين النهرين بين عامي 2000-1600 قبل الميلاد بسبب انهيار السلالة الثالثة الحاكمة في أور.
وكانت الفترة الأكثر ازدهارًا في المدينة متزامنه مع السلالة المستقلة التي افتتحها الملك نابلانوم (2025 - 2005) قبل الميلاد, وقد خلف هذا الملك سلالة ملوك تمتد حتى 13 ملكا وانتهت هذه السلالة انتهت عند هزيمة الملك رم-سن الأول 1822 - 1763 ق.م .

## التاريخ
عثر على لارسا (مثل UD.UNUG) في القوائم المعجمية المسمارية البدائية من فترة أوروك الرابعة (أواخر الألفية الرابعة قبل الميلاد). كما عثر على عدد قليل من الألواح المسمارية البدائية هناك. كما عثر أيضًا في لارسا على ثلاث قطع أثرية طينية من العصر الحجري الحديث، تعود إلى فترة مبكرة قليلًا. في معظم تاريخها، كانت لارسا في المقام الأول موقعًا لعبادة الإله أوتو. في الجزء الأول من الألفية الثانية قبل الميلاد، جعلتها أسرة لكش الأولى قوة كبرى لمدة قرنين من الزمن. آخر احتلال معروف كان في الفترة الهلنستية.

### الألفية الثالثة قبل الميلاد
كانت «لارسا» التاريخية موجودة بالفعل منذ عهد حاكم الأسرة المبكرة إياناتوم ملك لكش (حوالي 2500-2400 قبل الميلاد)، الذي ضمها إلى إمبراطوريته. في شاهدة انتصار كبيرة عثر عليها في جيرسو كتب:
تم تسجيل حاكم لاحق، إنتيمينا، ابن شقيق إياناتوم، على مخروط الأساس الذي تم العثور عليه في باد تيبيرا القريبة، حيث قام بإلغاء ديون مواطني لارسا «لقد ألغى [الالتزامات] لمواطني أوروك، ولارسا، وباتيبيرا ... وأعاد (الثاني) إلى سيطرة الإله أوتو في لارسا...». تم توثيق لارسا في الإمبراطورية الأكدية في تراتيل معبد إنخيدوانا، ابنة سرجون الأكدي.
في فترة إمبراطورية أور الثالثة التي أنهت الألفية، سجل حاكمها الأول أور-نامو، في نقش من الطوب تم العثور عليه في لارس، إعادة بناء معبد إي-بابار في أوتو هناك.

### الألفية الثانية قبل الميلاد

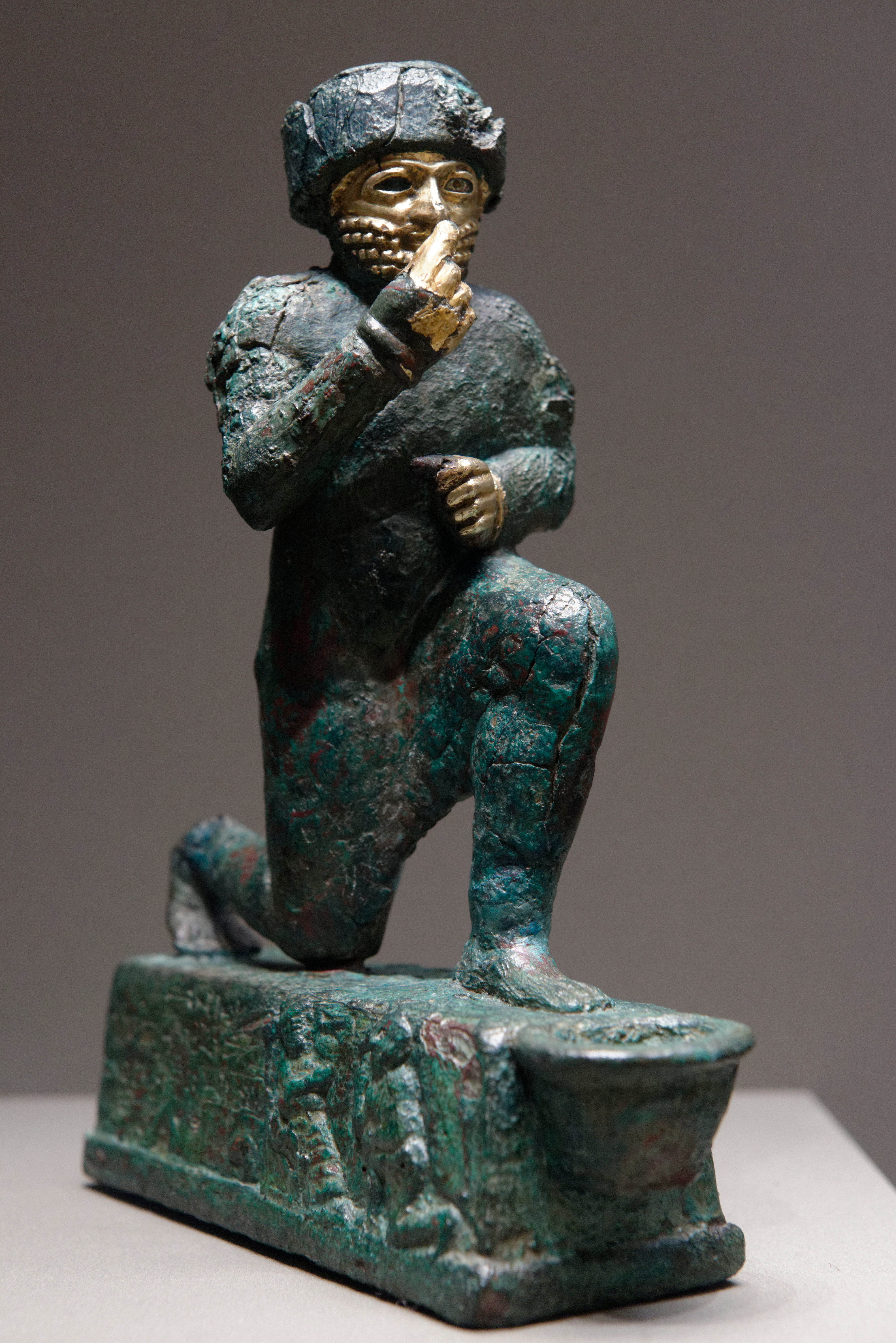
عابد لارسا، تمثال صغير نذري مخصص للإله أمورو لحياة حمورابي، أوائل الألفية الثانية قبل الميلاد، متحف اللوفر

أصبحت المدينة قوة سياسية خلال فترة إيسين-لارسا. بعد انهيار أسرة أور الثالثة ج. في عام 2004 قبل الميلاد، انتقل إشبي-إيرا، أحد مسؤولي آخر ملوك أسرة أور الثالثة، إبي-سين، إلى إيسن وشكل حكومة زعمت أنها خليفة أسرة أور الثالثة. ومن هناك، استعاد إشبي إيرا مدينة أور ومدينتي أوروك ولجش، التي كانت لارسا خاضعة لها. قام حكام إيسين اللاحقون بتعيين حكام للحكم على لارسا؛ كان أحد هؤلاء الحكام أموريًا يُدعى غنغنوم. وفي النهاية انفصل عن إيسين وأسس سلالة مستقلة في لارسا. لإضفاء الشرعية على حكمه وتوجيه ضربة إلى إيسين، استولى غنغنوم على مدينة أور. سجل في أسماء سنواته هزيمة آنشان البعيدة في عيلام بالإضافة إلى دول المدن الأقرب إلى لارسا مثل مالغيوم. نظرًا لأن منطقة لارسا كانت المركز الرئيسي للتجارة عبر الخليج العربي، فقد فقدت إيسن طريقًا تجاريًا مربحًا للغاية، فضلاً عن مدينة ذات أهمية عبادية كبيرة.
اتخذ خلفاء غنغنوم، أبيساري (حوالي 1905-1894 قبل الميلاد) وسومويل (حوالي 1894-1865 قبل الميلاد)، خطوات لقطع إيسين تمامًا عن الوصول إلى القنوات. وسرعان ما فقدت إيسين نفوذها السياسي والاقتصادي.
نمت لارسا بقوة، لكنها لم تتراكم مساحة كبيرة أبدًا. في ذروتها في عهد الملك ريم سين الأول (حوالي 1822-1763 قبل الميلاد)، سيطرت لارسا على حوالي 10-15 دولة مدينة أخرى. في النصف الأخير من هذه الفترة كانت مدينة مشكان شابير بمثابة العاصمة الثانية للدولة المدينة. ومع ذلك، يمكن الكشف عن مشاريع البناء الضخمة والمشاريع الزراعية من الناحية الأثرية. بعد هزيمة ريم سين الأول على يد حمورابي ملك بابل، أصبحت لارسا موقعًا صغيرًا، على الرغم من أنه قد تم اقتراح أنها كانت موطنًا لسلالة سيلاند الأولى في بابل.

### الألفية الأولى قبل الميلاد

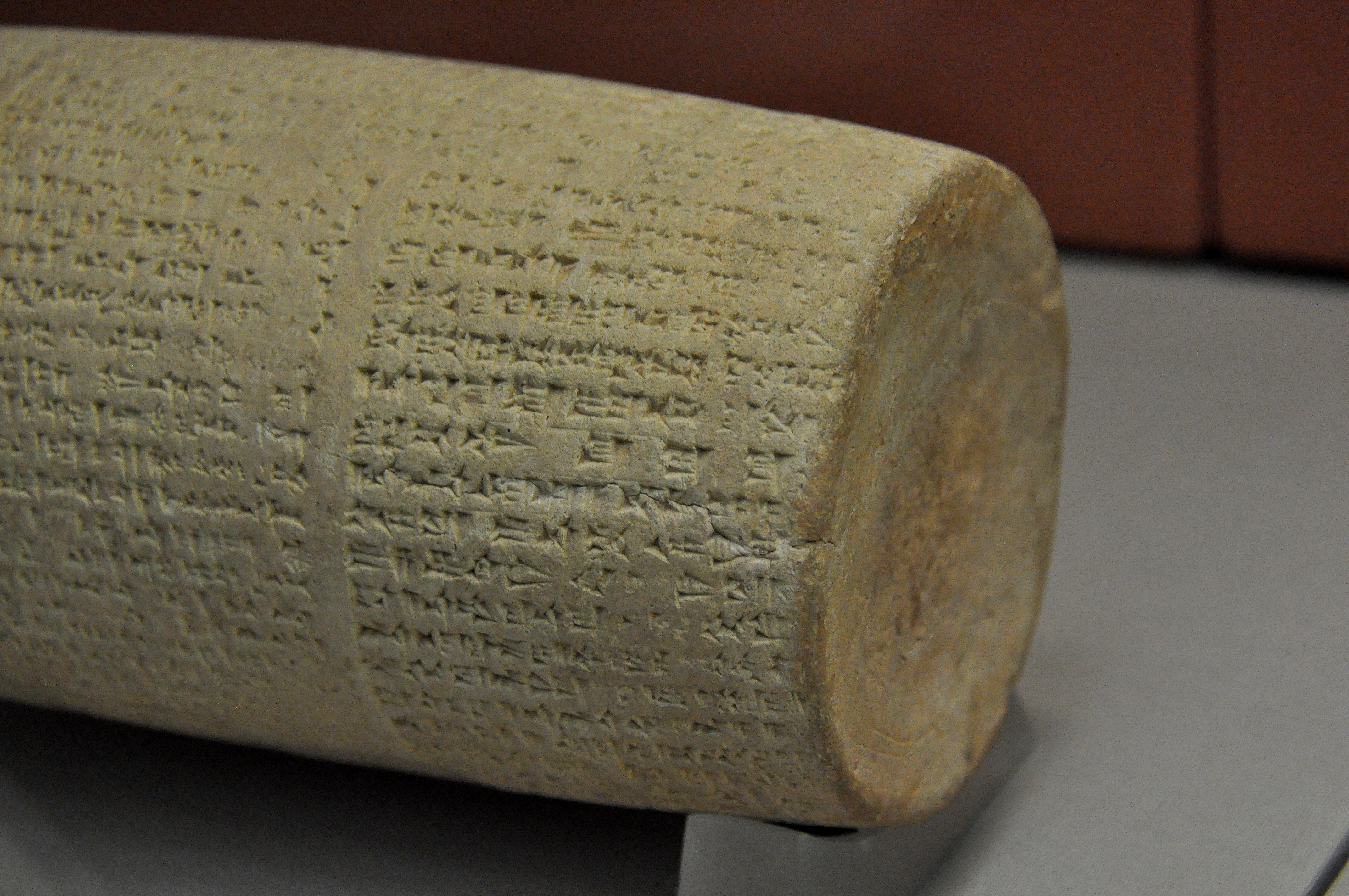
تفاصيل أسطوانة من الطين لنابونيد، تسجل أعمال الترميم في معبد شمش في لارسا. يعود تاريخه إلى 555-539 قبل الميلاد. ربما من لارسا، العراق. موجود في المتحف البريطاني

من المعروف أن لارسا كانت نشطة خلال الفترات البابلية الحديثة والأخمينية والهلنستية بناءً على نقوش بناء الطوب بالإضافة إلى عدد من النصوص المسمارية من معبد لارسا في سماش والتي تم العثور عليها في أوروك. تم تدمير بابار أوتو/شماش بالنيران في القرن الثاني قبل الميلاد وأعيد استخدام المنطقة لبناء منازل خاصة سيئة البناء. تم التخلي عن الموقع بأكمله بحلول القرن الأول قبل الميلاد.

## التسلسل الزمني لحكام لارسا
- نابلانوم ................................... 2025 - 2004 ق.م
- ايميسم ..................................... 2004 - 1976 ق.م
- ساميوم .................................... 1976 - 1941 ق.م
- زابايا ...................................... 1941 - 1932 ق.م
- غنغنوم .................................... 1932- 1904 ق.م
- أبيصار .................................... 1905- 1894 ق.م
- سومل ..................................... 1894 - 1865 ق.م
- نور أداد ................................... 1865- 1849 ق.م
- سين إيدينام ................................ 1849 - 1842 ق.م
- سين إيريبام ................................ 1842 - 1840 ق.م
- سين إقيشام ................................. 1840 - 1835 ق.م
- سلي-أدد .................................... 1835 - 1834 ق.م
- واراد سين ................................. 1834 - 1822 ق.م
- رم-سن الأول .............................. 1822 - 1763 ق.م
- الاحتلال البابلي ............................ 1763 - 1750 ق.م
- ريم سين الثاني ............................. قبل الميلاد 1750.

## علم الآثار
وتغطي بقايا لارسا مساحة قدرها حوالي 200 هكتار. يبلغ ارتفاع أعلى نقطة حوالي 70 قدمًا (21 مترًا).
تم التنقيب في موقع تل السنكرة لأول مرة، وفقًا للمعايير الأثرية البدائية في عصره، على يد ويليام لوفتوس عام 1850 لمدة تقل عن شهر. استعاد لوفتوس حجارة البناء الخاصة بنبوخذنصر الثاني من الإمبراطورية البابلية الجديدة، مما مكّن من تحديد الموقع على أنه مدينة لارسا القديمة. كان الكثير من الجهد الذي بذله لوفتوس منصبًا على معبد شمش، الذي أعاد نبوخذنصر الثاني بنائه. كما تم العثور على نقوش بورنا بورياش الثاني من السلالة الكيشية في بابل وحمورابي من السلالة البابلية الأولى. عمل والتر أندريه أيضًا لفترة وجيزة في لارسا في عام 1903. وتم فحص الموقع من قبل إدغار جيمس بانكس في عام 1905. ووجد أن عمليات نهب واسعة النطاق من قبل السكان المحليين كانت تحدث هناك.

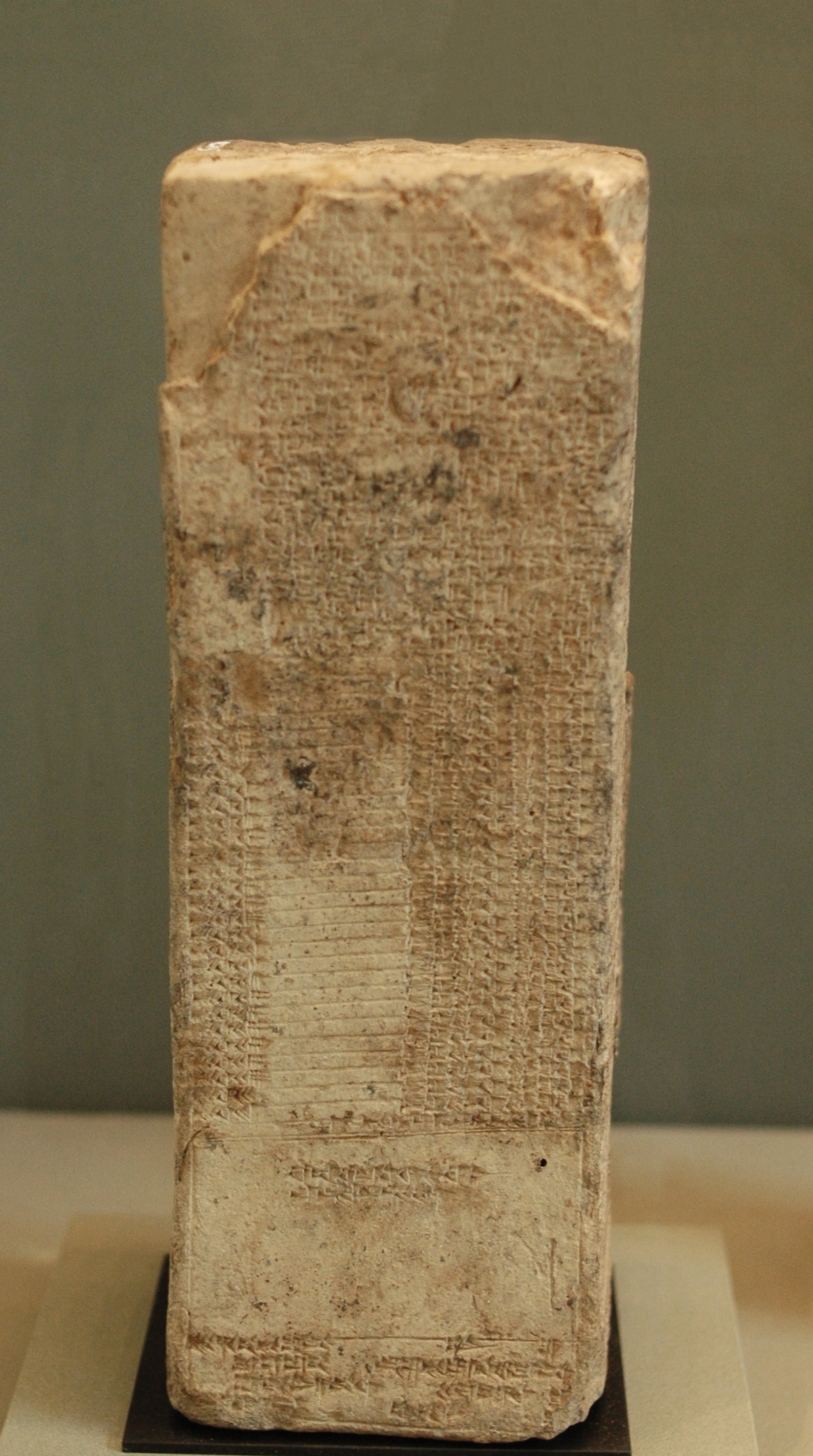
قائمة ملوك لارسا، السنة التاسعة والثلاثين من حكم حمورابي، متحف اللوفر

حدثت أول عملية تنقيب علمية حديثة في سنكيره في عام 1933، بعمل أندريه بارو. عمل الببغاء في الموقع مرة أخرى في عام 1967. في عامي 1969 و1970، تم التنقيب في لارسا بواسطة جان كلود مارغيرون. بين عامي 1976 و1991، قامت بعثة البعثة الأثرية الفرنسية في العراق بقيادة ج.ل. قام الحوت بالتنقيب في تل السنيرة لمدة 13 موسماً. كان التركيز الأساسي للتنقيب هو معبد الباباري البابلي الحديث في أوتو/شماش. أظهرت إصلاحات الأرضيات والجدران استمرار استخدامه في العصر الهلنستي. تم العثور على لوح في أقدم أرضية هلينستية، ويرجع تاريخه إلى عهد فيليبوس الثالث المقدوني (320 قبل الميلاد). وأظهرت عمليات السبر أن المعبد البابلي الحديث اتبع نفس خطة المعابد الكاشيين السابقة والمعابد السابقة. تم العثور على العديد من النقوش والألواح المسمارية التي تمثل فترات حكم العديد من الحكام، من أورنمو إلى حمورابي وصولاً إلى نبوخذ نصر الثاني.
وفي عام 2019، استؤنفت أعمال التنقيب. بدأ الموسم الأول بمسح طبوغرافي باستخدام الطائرات بدون طيار والمسح السطحي لتحسين وتصحيح رسم الخرائط من الحفريات المبكرة. ركزت التنقيب على بناء كبير من العصر الهلنستي تم بناؤه شمال معبد البابار. تضمن الموسم الأول مسحًا بمقياس المغناطيسية. واستمرت التنقيبات لمدة شهر واحد في عامي 2021 و2022. وقد تمكنوا من تتبع نظام كبير جدًا من القنوات الداخلية ومنطقة الميناء، وكلها مرتبطة بنهري دجلة والفرات في العصر البابلي القديم. في الطابق المدمر من مقر إقامة الصدر الأعظم، تم العثور على 59 لوحًا مسماريًا وشظايا ومظاريف تعود إلى زمن غنغنوم وأبيساري. استمرت الأعمال الجيوفيزيائية بما في ذلك الجدار المتاخم الذي يبلغ عرضه 10-20 مترًا والذي يحيط بمدينة لارسا، وله ستة بوابات رئيسية.